# セイ・ユー・ウィル (曲)
「セイ・ユー・ウィル」 (Say You Will) は、イギリス人・アメリカ人のロック・バンド、フォリナーによる楽曲である。アルバム『インサイド・インフォメーション』 (1987年) から最初のシングルとしてリリースされ、ルー・グラムとミック・ジョーンズの共作である。シングルは、Billboard Hot 100で6位に達し、ホット・メインストリーム・ロック・トラックスでは、バンドにとって4曲目となる、1987年12月19日から4週間、1位を記録した。
「セイ・ユー・ウィル」は、1988年にリリースされたシングル「ウィズアウト・ユー」（5位）と共に、アメリカでトップ10入りした最後の曲である。ドイツでは22位に達し、バンドにとって3番目に大きなヒットとなり、スイス、オランダ、ノルウェー（4位）でも成功した。この曲のビデオクリップは、デヴィッド・フィンチャーによって監督され、1987年12月には、MTVのトップ10チャートで最高2位となった。
オールミュージックは、このシングルを「ロックギターを和らげ、ルー・グラムのオペラチックなヴォーカル、シンセサイザーの太いレイヤーとエレクトロニックテクスチュアを使用したことによって、彼らの初期のヘヴィーなギタースタイルは、エレクトロニクスを全面に押し出したなめらかな曲に変わった」。このようなバンドの「良い例」がこのシングルとしている。

## チャート
| チャート                                    | 最高位 |
| ------------------------------------------- | ------ |
| ネーダラントス・トップ40                    | 14     |
| ドイツシングルチャート                      | 22     |
| ノルウェーシングルチャート                  | 4      |
| スイスシングルチャート                      | 20     |
| 全英シングルチャート                        | 71     |
| 全米 Billboard Hot 100                      | 6      |
| 全米 Billboard アダルト・コンテンポラリー   | 41     |
| 全米 Billboard アルバム・ロック・トラックス | 1      |